# کیلی مورگ
کیلی مورگ (به انگلیسی: Kailee Morgue) با نام کامل کایلی نیکول مور (به انگلیسی: Kailee Nicole Moore) (زاده ۱۵ ژوئیهٔ ۱۹۹۸) خواننده و ترانه‌سرا آمریکایی است.